# Evangelista Torricelli

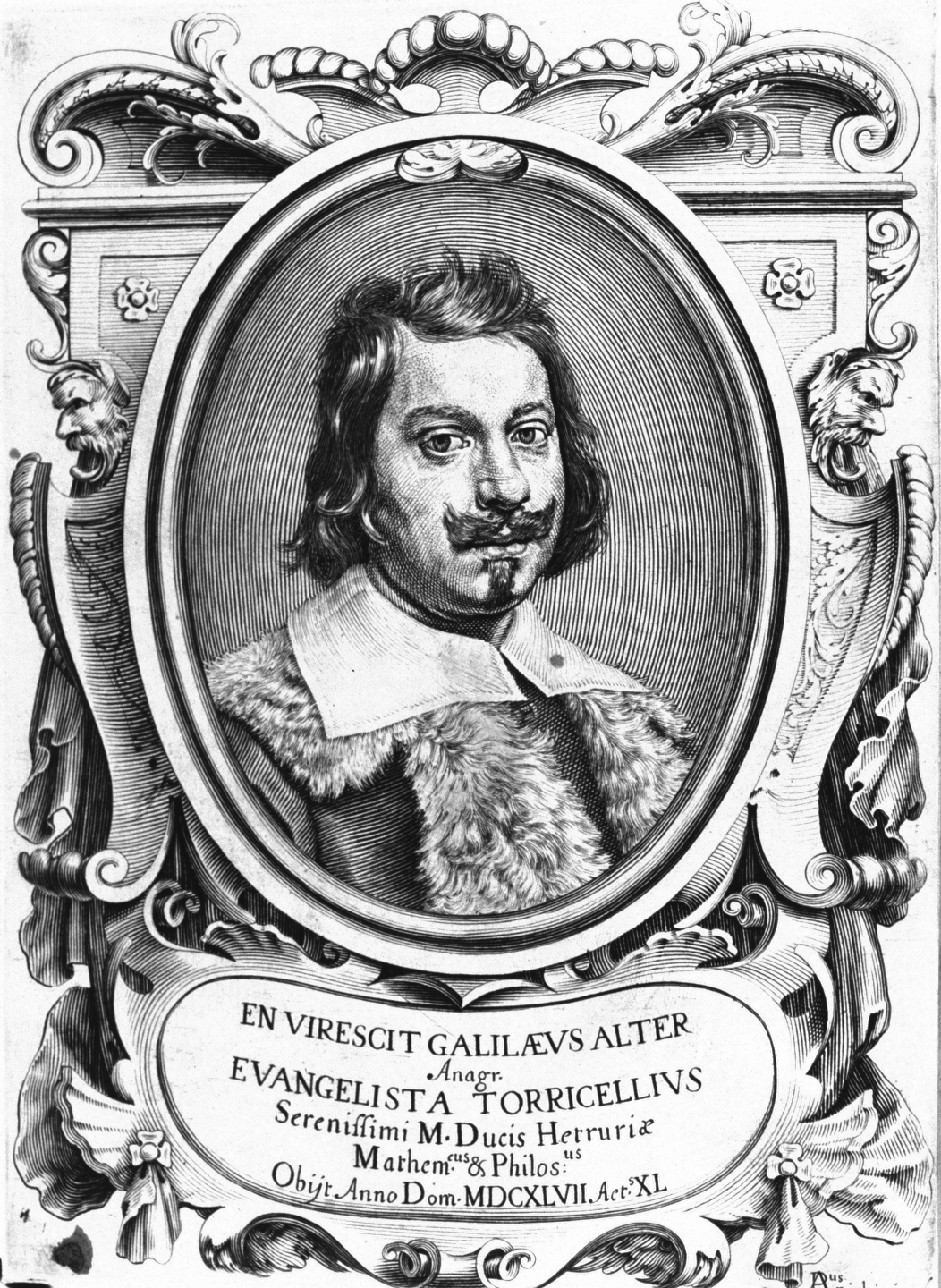
Evangelista Torricelli

Evangelista Torricelli (* 15. Oktober 1608 in Faenza; † 25. Oktober 1647 in Florenz) war ein italienischer Physiker und Mathematiker. Er übertrug 1640 die Galileischen Fallgesetze auf ausströmende Flüssigkeiten („Torricellisches Ausflussgesetz“), wurde 1642 in Florenz der Nachfolger von Galileo Galilei als Hofmathematiker und trug maßgeblich zur Entwicklung der Infinitesimalrechnung bei. Torricelli entwickelte 1644 das Quecksilberbarometer, an dessen oberem Ende er ein künstliches Vakuum („torricellische Leere“) erzeugte. Torricellis Experiment fachte die im Europa des 17. Jahrhunderts erbittert geführte Debatte über einen Horror vacui neu an und entwickelte sich zum naturphilosophischen Standardproblem dieser Zeit. Plenisten und Vacuinisten stritten sich in den folgenden Jahrzehnten über die Eigenschaften und das Wesen dieses Torricellischen Raumes.

## Leben

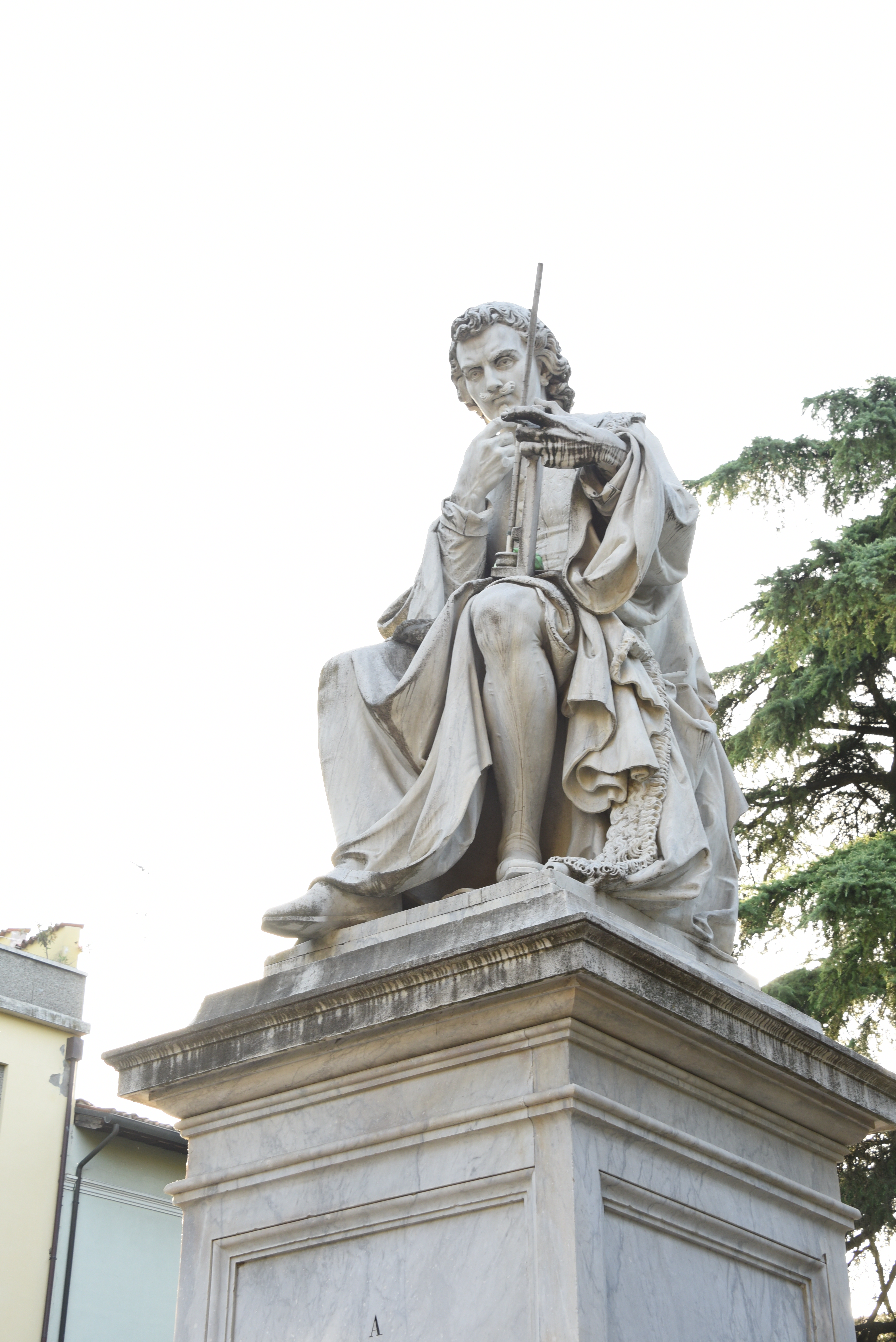
Statue für Evangelista Torricelli in Faenza

Torricelli stammte aus einer armen Familie, studierte von 1624 an (wohl in seiner Geburtsstadt) Mathematik und Philosophie, später bei Benedetto Castelli – zeitweise als dessen Sekretär – in Rom Mathematik, Astronomie und Mechanik. Es scheint, dass seine Tätigkeit als Sekretär (1626–1632) das Entgelt für den Unterricht darstellte, den er bei Castelli erhielt.
In Rom lernte er den 1632 erschienenen Dialogo sopra i due massimi sistemi del mondo und andere Schriften von Galileo Galilei kennen, die ihn beeindruckten und beeinflussten. Aus einem Brief Torricellis an Galilei weiß man, dass er die kopernikanische Vorstellung für richtig hielt; in Anbetracht des gegen Galilei angestrengten Prozesses jedoch stellte er die Astronomie zurück und widmete sich physikalischen und mathematischen Aufgabenstellungen. Von 1632 an arbeitete er als Sekretär für Giovanni Ciampoli, einen Freund Galileis.
Im Spätherbst 1641 – drei Monate vor Galileis Tod – ging er auf Empfehlung von Castelli nach Arcetri bei Florenz und wurde dort Galileis Assistent und schließlich sein Nachfolger als Hofmathematiker des Großherzogs von Toskana sowie als Professor für Mathematik an der Florentiner Akademie. Bis zu seinem Tod wohnte er als Hofmathematiker im herzoglichen Palast in Florenz. Ab 1644 war er auch als Lehrer für Befestigungswesen tätig. Er war nicht nur ein geschickter Experimentator, sondern auch ein hervorragender Linsenschleifer, womit er sich in Florenz einen beträchtlichen Zusatzverdienst erarbeitete. 1642 wurde er Mitglied der Florentiner Accademia della Crusca.
Im Alter von 39 Jahren starb Torricelli an den Folgen einer Infektion (vermutlich Typhus).

## Werk
Torricelli zählt zu den bedeutendsten Physikern und Mathematikern der Barockzeit, deren Wissenschaften er mit seinen Zeitgenossen Galileo Galilei, René Descartes, Bonaventura Cavalieri, Pierre de Fermat und Blaise Pascal wesentlich beeinflusste.
1644 veröffentlichte er sein wegweisendes Werk über die Gesetzmäßigkeiten bei Fall und Wurf (De motu gravium naturaliter descendentium).
Im ersten Teil von De motu errichtete Torricelli ein grundlegendes Prinzip der Statik, das auch als das Torricelli-Prinzip bekannt wurde und das wesentlichen Einfluss auf die Entwicklung der klassischen Mechanik hatte. Demnach befindet sich ein verbundenes System aus starren Körpern im Gleichgewicht, wenn sein gemeinsamer Schwerpunkt nicht herunter sinkt.
Es war ferner der zweite Teil des dreibändigen Werkes Opera geometrica, in dem seine Forschungen zur Hydrodynamik ihren Niederschlag fanden und schnell in ganz Europa lebhaftes Interesse erregten.
Beachtet wurde vor allem der später so genannte „Torricellische Lehrsatz“, der besagt, dass beim Ausfließen einer dünnflüssigen Flüssigkeit aus einem Gefäß die Ausflussgeschwindigkeit der Quadratwurzel aus der Höhe der Flüssigkeit proportional ist. Sie hängt also nicht von der Dichte der Flüssigkeit ab; daher fließen beispielsweise Wasser und Quecksilber bei gleicher Füllhöhe gleich schnell aus.
Neben diesen grundlegenden Beobachtungen zur Dynamik von Flüssigkeiten leistete Torricelli auch entscheidende Vorarbeiten für die Infinitesimalrechnung. Cavalieri, gleichfalls ein Schüler von Castelli, hatte die Überlegungen von Kepler zu infinitesimalen Rechengrößen weiterentwickelt. Es gelang ihm erstmals die Stammfunktion einer Funktion mit negativem Exponenten zu bestimmen. Mit Hilfe der Indivisiblenmethode entdeckte Torricelli bei der Untersuchung hyperbolischer Rotationskörper die Existenz unendlich ausgedehnter Körper mit endlichem Volumen. Mit Hilfe dieser Methode fand er höchst elegante Beweise für geometrische Probleme – etwa dass das Volumen einer rotierenden Hyperbel endlich ist (obwohl ihre Fläche unendlich groß ist, siehe Gabriels Horn). Besonders in seinem Werk De motu gravium… konnte er die parabolische Bewegung von Geschossen mit Hilfe dieses Verfahrens erfolgreich untersuchen.
Torricelli entwickelte eine Methode, mit der sich die Tangentenrichtung einer Kurve als Richtung der Momentangeschwindigkeit eines längs der Kurve bewegten Punktes bestimmen ließ. Dieses Verfahren wurde später durch Isaac Barrow und Isaac Newton zur Fluxionsmethode weiterentwickelt.
Er verbesserte Galileis Fernrohr und entwickelte ein einfaches, aber bereits leistungsstarkes Mikroskop.
Er war auch der Erste, dem es gelang, ein Vakuum für längere Zeit aufrechtzuerhalten. Seine wichtigste Entdeckung betraf das Funktionsprinzip des Quecksilberbarometers: Er stellte die Behauptung auf, dass die Flüssigkeit nicht vom Vakuum hinauf gesogen wird, sondern von der Last der Luftsäule hinauf gedrückt wird. Diese Vermutung war durchaus umstritten. René Descartes schrieb, Vakuum sei allenfalls in Torricellis Kopf anzutreffen. Sie konnte aber 1647 durch das Experiment Leere in der Leere von Blaise Pascal gestützt werden. Das Vakuum oberhalb der Quecksilbersäule im Barometer wird in der älteren Literatur oft als torricellische Leere bezeichnet. Auch die Entstehung von Wind als Folge von Temperatur- und Druckunterschieden in der Atmosphäre hat Torricelli korrekt erklärt.

### Benennungen, Ehrungen
Nach Torricelli ist eine heute nur noch im medizinischen Bereich gebräuchliche physikalische Maßeinheit für Druck benannt: das Torr (1 Torr = 1 mmHg = 1 mm Quecksilbersäule).
Auch ein ausgezeichneter Dreieckspunkt, der Fermat-Torricelli-Punkt, Torricellis Trompete, der Asteroid (7437) Torricelli und der Mondkrater Torricelli tragen seinen Namen.
Außerdem ist eine Gattung Torricellia DC. und die Familie Torricelliaceae der Blütenpflanzen aus der Ordnung der Doldenblütlerartigen (Apiales) nach ihm benannt.

### Prioritätsstreit
1646 erhielt Torricelli einen Brief von Gilles Personne de Roberval, in dem dieser behauptete, die Indivisiblenmethode schon zehn Jahre vorher gelehrt und am Beispiel von Kurven, insbesondere der Spirale, demonstriert zu haben. Dieser Prioritätsstreit ließ sich nachträglich nicht mehr eindeutig aufklären.